# Боголюбівка (Новоград-Волинська міська рада)
Боголюбівка, або Зегенсталь (рос. Боголюбовка, Зегенсталь, нім. Segenstal, пол. Boholubówka) — колишня німецька колонія у Романівецькій і Піщівській волостях Новоград-Волинського повіту Волинської губернії та Боголюбівській сільській раді Ярунського (Пищівського), Новоград-Волинського районів і Новоград-Волинської міської ради Волинської округи та Київської області.
Лютеранське поселення, за 10 км північно-західніше м. Новоград-Волинський, належало до лютеранської парафії м. Новограда-Волинського.

## Населення
Відповідно до результатів перепису населення Російської імперії 1897 року, загальна кількість мешканців села становила 614 осіб, з них: протестантів — 578, чоловіків — 300, жінок — 314.
В кінці 19 століття в колонії проживало 373 мешканці, дворів — 62, у 1906 році — 419 жителів та 66 дворів.
Станом на 1923 рік в поселенні налічувалося 88 дворів та 467 мешканців.

## Історія
В кінці 19 століття — колонія Романовецької волості Новоград-Волинського (Звягельського) повіту, за 8 верст від центру повіту.
У 1906 році — колонія Піщівської волості (2-го стану) Новоград-Волинського повіту Волинської губернії. Відстань до повітового центру, м. Новоград-Волинський, становила 8 верст, до волосного центру, с. Піщів — 17 верст. Найближче поштово-телеграфне відділення розташовувалося в с. Дідовичі.
У 1923 році увійшла до складу новоствореної Боголюбівської сільської ради, котра, від 7 березня 1923 року, стала частиною новоутвореного Пищівського (згодом — Ярунський) району Житомирської (згодом — Волинська) округи, адміністративний центр ради. Розміщувалася за 20 верст від районного центру, с. Піщів. 28 вересня 1925 року передана до складу Новоград-Волинського району Волинської округи, 1 червня 1935 року, в складі сільської ради, внаслідок ліквідації Новоград-Волинського району, підпорядкована Новоград-Волинській міській раді Київської області.
На початку 1930-х років колонія значилася в планах на зселення через будівництво Новоград-Волинського укріпленого району.
Знята з обліку населених пунктів до 1 жовтня 1941 року.